# Monument à la travailleuse inconnue
Le monument à la travailleuse inconnue (en anglais, Monument to the Unknown Woman Worker), est une sculpture réalisée en 1992 par Louise Walsh (en) à Belfast, en Irlande du Nord.

## Localisation et description
La sculpture est située sur la Great Victoria Street (en), à côté de l'hôtel Europa (en). 
L'oeuvre est en bronze et représente deux femmes de la classe ouvrière avec des symboles du travail féminin incrustés sur les surfaces. Des objets ménagers tels que des passoires, un panier et des pinces à linge font partie de la sculpture,.

## Historique
La commission originale du ministère de l'Environnement, à la fin des années 1980, souhaitait établir une œuvre d'art reflétant l'histoire de la rue Amelia à proximité en tant que quartier chaud. La conception de Walsh Monument à la travailleuse inconnue a été acceptée par l'architecte paysagiste du projet et le groupe de recherche sur l'art dans les espaces publics, mais le Belfast Development Office et le Belfast City Council se sont opposés au projet et à la conception choisie, et le projet a été abandonné en 1989. Quelques années plus tard, un promoteur privé reprend les travaux et la sculpture est érigée en 1992.

## L'artiste
La sculptrice Louise Walsh (en) est née dans le comté de Cork et a obtenu son master en sculpture à l'université d'Ulster.